# 두고리 화합물

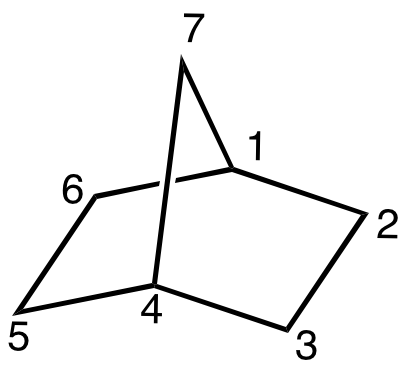
두고리를 가진 노보네인

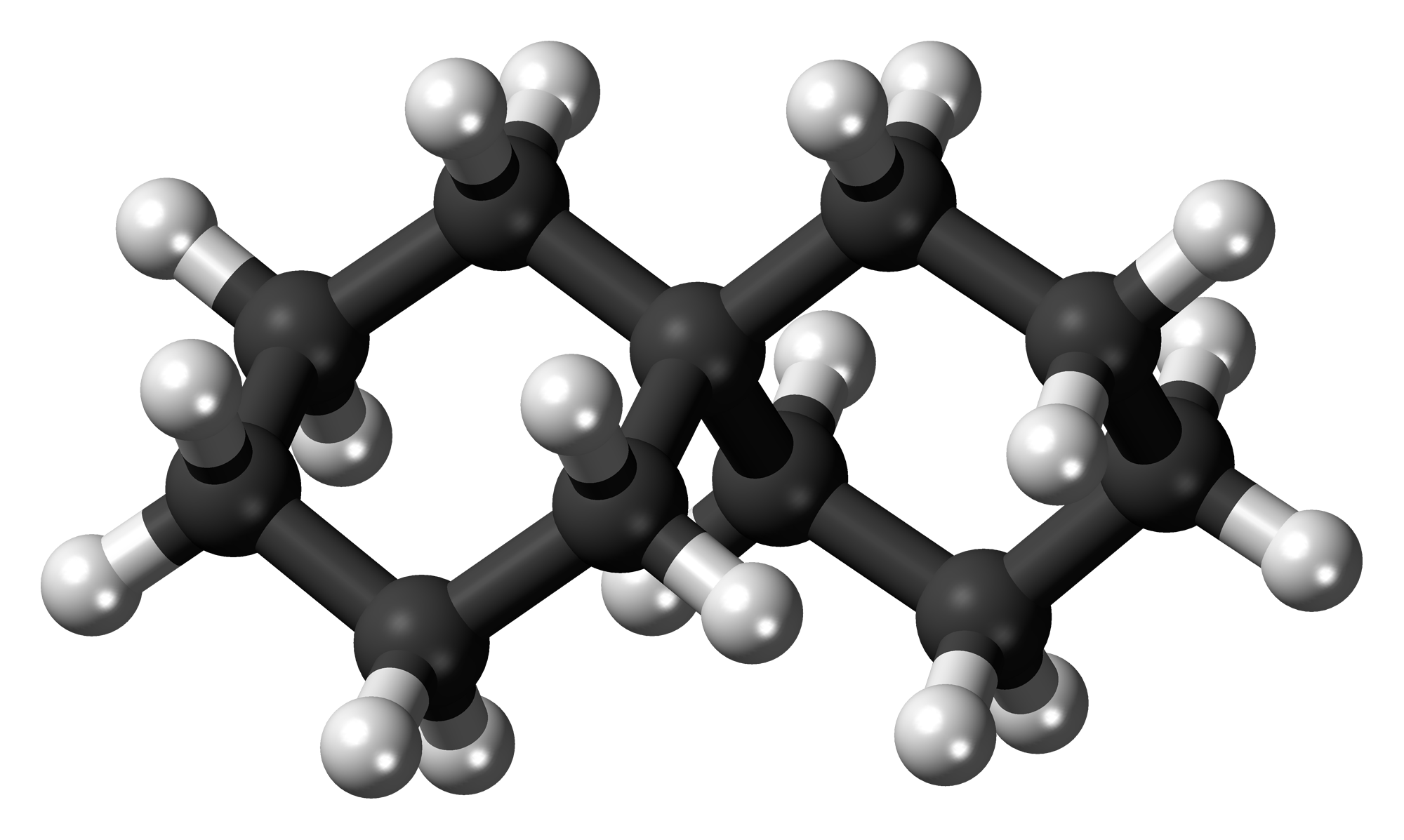
스피로 화합물인 스피로[5, 5]운데케인

DABCO

두고리 화합물 또는 이환식 화합물(二環式化合物, bicyclic compound)은 고리가 두 개 있는 고리 화합물이다. 스피로 화합물과, 두 원자를 공유하는 합쳐진 고리 화합물, 다리가 있는 고리 화합물로 나뉜다.

## 같이 보기
- 브레트 규칙